# Miroljub Labus

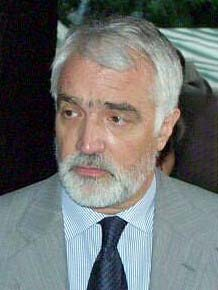
Miroljub Labus

Miroljub Labus (serbisch-kyrillisch Мирољуб Лабус) (* 28. Februar 1947 in Mala Krsna, Jugoslawien) ist ein serbischer Ökonom und Politiker.
Er ist Professor für Politische Ökonomie an der Universität Belgrad.
Er begann seine politische Laufbahn 1992, als er in das Parlament Rest-Jugoslawiens gewählt wurde. 1994 wurde er unter Zoran Đinđić Vizepräsident der Demokratischen Partei. Diese Position hielt er bis 1997. Im Jahr 1999 wurde er Präsident des Verwaltungsrates der G17-Plus-Bewegung. 2000 wurde er, nach dem Sturz von Slobodan Milošević, stellvertretender Ministerpräsident Jugoslawiens und Minister für Internationale Wirtschaftsbeziehungen. Während der Präsidentschaftswahlen 2002 kandidierte Labus gegen Vojislav Koštunica. Die Wahlen wurden für nichtig erklärt, da die Wahlbeteiligung unter 50 Prozent lag. Im Spätsommer 2002 begann die Umwandlung der G17 in eine vollwertige politische Partei der Mitte und Labus wurde deren Präsident.
Im März 2004 wurde er stellvertretender Ministerpräsident von Serbien, legte sein Mandat aber am 3. Mai 2006 nieder, nachdem die EU Gespräche mit Serbien wegen der ausbleibenden Verhaftung Ratko Mladićs suspendiert hatte. Auch trat er als Präsident der G17 Plus zurück.